# Ţonjarān
Ţonjarān (persiska: تُنگَران, Tongarān, طنجران) är en ort i Iran.   Den ligger i provinsen Markazi, i den centrala delen av landet, 260 km sydväst om huvudstaden Teheran. Ţonjarān ligger 1 788 meter över havet och antalet invånare är 414.
Terrängen runt Ţonjarān är huvudsakligen platt, men åt sydost är den kuperad. Runt Ţonjarān är det ganska tätbefolkat, med 67 invånare per kvadratkilometer. Närmaste större samhälle är Khomeyn, 3,6 km sydväst om Ţonjarān. Trakten runt Ţonjarān består i huvudsak av gräsmarker.